# جائزة فرنسا الكبرى للدراجات النارية 2013
جائزة فرنسا الكبرى للدراجات النارية 2013 هو سباق دراجات نارية أقيم بتاريخ 19 مايو 2013 في لو مان. كان الجولة الرابعة من أصل 18 في سباق الجائزة الكبرى للدراجات النارية موسم 2013. فاز الإسباني داني بيدروسا بفئة الموتو جي بي بينما جاء كال كروتشلوو في المركز الثاني وحصل على المركز الثالث الإسباني مارك ماركيث.

## وصلات خارجية
- الموقع الرسمي